# Suicidal Tendencies (Arrow)
Suicidal Tendencies es el décimo séptimo episodio de la tercera temporada y sexagésimo tercer episodio a lo largo de la serie de televisión estadounidense de drama y ciencia ficción Arrow. El episodio fue escrito por Keto Shimizu y dirigido por Jesse Warn. Fue estrenado el 25 de marzo de 2015 en Estados Unidos por la cadena The CW.
John y Lyla contraen nupcias y durante la celebración, todo el equipo es notificado de la muerte de criminales a manos de la Flecha. Mientras tanto en su noche de bodas, son llamados por A.R.G.U.S. junto a Deadshot y Cupido para ir a una misión especial en la república de Taznia, y salvar al senador Clay junto con rehenes secuestrados por terroristas. El equipo descubre que fue el propio senador quien organizó el secuestro para apoyar su carrera política de cara a las próximas elecciones. En una conferencia de prensa, Ray muestra su apoyo a la ciudad comprometiéndose llevar a la Flecha ante la justicia. La Flecha continúa tras la persona que se hace pasar por él en los asesinatos de criminales. Ray descubre mediante su traje que Oliver es la Flecha. Al saberlo, Ray intenta denunciarlo a la policía, eventualmente cambia de opinión. Por otro lado, Maseo continúa con los asesinatos usurpando a la Flecha.

## Elenco
- Stephen Amell como Oliver Queen/la Flecha.
- Katie Cassidy como Laurel Lance.
- David Ramsey como John Diggle.
- Willa Holland como Thea Queen.
- Emily Bett Rickards como Felicity Smoak.
- Colton Haynes como Roy Harper/Arsenal.
- John Barrowman como Malcolm Merlyn/Arquero Oscuro (crédito solamente).
- Paul Blackthorne como el capitán Quentin Lance.

## Continuidad
- El episodio marca la primera aparición de Joseph Cray.
- Este también marca la primera aparición de Susie Lawton, vía flashback.
- Floyd Lawton fue visto anteriormente en Unthinkable.
- Carrie Cutter fue vista anteriormente en Draw Back Your Bow.
- Celia Castle fue vista anteriormente en Midnight City.
- Amanda Waller fue vista anteriormente en The Return.
- Lyla y Diggle contraen matrimonio.
- La noticia de que la Flecha ha vuelto a asesinar se propaga durante la boda de Lyla y John.
- Se revela que Cupido se ha unido al Escuadrón Suicida.
- Ray descubre que Oliver es la Flecha e intenta denunciarlo.
- Oliver se entera de que Ray construyó un traje para luchar y proteger la ciudad.
- Floyd Lawton muere en este episodio.
- Ray Palmer se convierte en la vigésimo cuarta persona conocida en estar al tanto de la verdadera identidad de Arrow, siendo John Diggle (Lone Gunmen), Derek Reston (Legacies), Helena Bertinelli (Muse of Fire), Felicity Smoak (The Odyssey), Tommy Merlyn (Dead to Rights), el Dr. Webb (Unfinished Business), Malcolm Merlyn (Darkness on the Edge of Town), Sara Lance (Crucible), Amanda Waller (Keep Your Enemies Closer), el Conde Vértigo (State v. Queen), Barry Allen (The Scientist), Slade Wilson (Three Ghosts), Roy Harper (Tremors), Lyla Michaels (Suicide Squad), Isabel Rochev y Laurel Lance (Deathstroke), Moira Queen (Seeing Red) y Sebastian Blood (City of Blood), Caitlin Snow, Cisco Ramon, Harrison Wells, Joe West (Flash vs. Arrow) y Thea Queen (Canaries), las otras veintitrés.

## Desarrollo

### Producción
La producción de este episodio comenzó el 19 de enero y terminó el 27 de enero de 2015.

### Filmación
El episodio fue filmado del 28 de enero al 6 de febrero de 2015.

## Recepción

### Recepción de la crítica
Jesse Schedeen de IGN calificó al episodio como satisfactorio y le otorgó una puntuación de 6.5, comentando: "Suicidal Tendencies intentó abordar dos hilos argumentales completamente separados, y como resultado, logró hacer ninguno especialmente bien. La mitad referente al Escuadrón Suicida fue alentada principalmente por el arco del personaje de Deadshot. De vuelta a casa, la emoción de ver a la Flecha y Atom enfrentarse, fue sólo parcialmente compensado por el enfoque a la truncada guerra de Ray Palmer hacia el equipo Arrow. La buena nueva es que el giro argumental final rápidamente puso el conflicto en marcha de nuevo. Esperemos que el episodio de la semana que viene pueda recuperar el tiempo perdido".